# هواپیمای کاغذی (فیلم)
هواپیماهای کاغذی (به انگلیسی: Paper Planes) یک فیلم سه‌بعدی استرالیایی درام به کارگردانی رابرت کانولی با بازی سم ورثینگتون، دیوید ونهام، دبورا میلمن و اد اوکسنبولد است. این فیلم داستانی در مورد دیلن، پسر جوانی است که در استرالیا زندگی می‌کند، که متوجه می‌شود استعدادی در ساخت هواپیماهای کاغذی دارد و آرزوی شرکت در مسابقات جهانی هواپیمای کاغذی در ژاپن را دارد.
فیلم در ۱۵ ژانویه ۲۰۱۵ در سینماهای استرالیا در ۲۵۳ اکران توسط کمپانی Roadshow Films اکران شد. این فیلم تا پایان اکران خود ۹٫۶۱ میلیون دلار استرالیا در گیشه استرالیا فروخت.